# Gran Premio di Germania 1963
Il Gran Premio di Germania 1963 è stato un Gran Premio di Formula 1 disputato il 4 agosto 1963 sul Nürburgring. La gara fu vinta da John Surtees, al volante di una Ferrari, prima vittoria in carriera del pilota britannico, mentre la "Rossa" torna a vincere nel mondiale per la prima volta dopo il Gran Premio d'Italia 1961.

## Prima della gara
La Ferrari tornò a schierare una seconda vettura, affidandola al belga Willy Mairesse.
Durante le prove Innes Ireland danneggiò gravemente il telaio BRP Mk1 con il quale aveva corso nelle gare precedenti; il pilota britannico disputò qualifiche e gara con un telaio Lotus, come il compagno di squadra Jim Hall.

## Qualifiche
Clark conquistò la quarta pole position consecutiva, precedendo la Ferrari di Surtees. Terzo si piazzò Bandini sulla BRM della Scuderia Centro Sud; alle spalle dell'italiano si piazzarono Hill, McLaren, Ginther e Mairesse.

### Risultati
| Pos | No | Pilota                  | Auto             | Scuderia                    | Tempo   | Distacco |
| --- | -- | ----------------------- | ---------------- | --------------------------- | ------- | -------- |
| 1   | 3  | Jim Clark               | Lotus - Climax   | Team Lotus                  | 8'45"8  |          |
| 2   | 7  | John Surtees            | Ferrari          | Scuderia Ferrari            | 8'46"7  | +0"9     |
| 3   | 15 | Lorenzo Bandini         | BRM              | Scuderia Centro Sud         | 8'54"3  | +8"5     |
| 4   | 1  | Graham Hill             | BRM              | Owen Racing Organisation    | 8'57"2  | +11"4    |
| 5   | 5  | Bruce McLaren           | Cooper - Climax  | Cooper Car Company          | 8'57"3  | +11"5    |
| 6   | 2  | Richie Ginther          | BRM              | Owen Racing Organisation    | 9'02"8  | +17"0    |
| 7   | 8  | Willy Mairesse          | Ferrari          | Scuderia Ferrari            | 9'03"5  | +17"7    |
| 8   | 9  | Jack Brabham            | Brabham - Climax | Brabham Racing Organisation | 9'04"2  | +18"4    |
| 9   | 18 | Jo Siffert              | Lotus - BRM      | Siffert Racing Team         | 9'11"1  | +25"3    |
| 10  | 6  | Tony Maggs              | Cooper - Climax  | Cooper Car Company          | 9'11"6  | +25"8    |
| 11  | 14 | Innes Ireland           | Lotus - BRM      | British Racing Partnership  | 9'14"6  | +28"8    |
| 12  | 16 | Jo Bonnier              | Cooper - Climax  | Rob Walker Racing Team      | 9'16"0  | +30"2    |
| 13  | 10 | Dan Gurney              | Brabham - Climax | Brabham Racing Organisation | 9'17"2  | +31"4    |
| 14  | 21 | Chris Amon              | Lola - Climax    | Reg Parnell Racing          | 9'20"1  | +34"3    |
| 15  | 26 | Gerhard Mitter          | Porsche          | Ecurie Maarsbergen          | 9'20"9  | +35"1    |
| 16  | 20 | Jim Hall                | Lotus - BRM      | British Racing Partnership  | 9'22"7  | +36"9    |
| 17  | 17 | Carel Godin de Beaufort | Porsche          | Ecurie Maarsbergen          | 9'25"1  | +39"3    |
| 18  | 4  | Trevor Taylor           | Lotus - Climax   | Team Lotus                  | 9'33"8  | +48"0    |
| 19  | 24 | Ian Burgess             | Scirocco - BRM   | Scirocco Racing Cars        | 9'52"2  | +1"06"4  |
| 20  | 22 | Mário de Araújo Cabral  | Cooper - Climax  | Scuderia Centro Sud         | 9'53"1  | +1'07"3  |
| 21  | 28 | Bernard Collomb         | Lotus - Climax   | Privato                     | 10'01"0 | +1'15"2  |
| 22  | 23 | Tony Settember          | Scirocco - BRM   | Scirocco Racing Cars        | 10'02"0 | +1'16"2  |
| NQ  | 29 | André Pilette           | Lotus - Climax   | Tim Parnell                 | 10'20"0 | +1'34"2  |
| NQ  | 25 | Ian Raby                | Gilby - BRM      | Ian Raby Racing             | 10'44"7 | +1'58"9  |
| NQ  | 30 | Tim Parnell             | Lotus - Climax   | Tim Parnell                 | 11'07"2 | +2'21"4  |
| NQ  | 27 | Kurt Kuhnke             | Lotus - Borgward | Privato                     | 11'23"5 | +2'37"7  |
| WD  | 11 | Phil Hill               | ATS              | Automobili Turismo e Sport  |         |          |
| WD  | 12 | Giancarlo Baghetti      | ATS              | Automobili Turismo e Sport  |         |          |
| WD  | 19 | Masten Gregory          | Lotus - BRM      | Reg Parnell Racing          |         |          |

## Gara
Al via Clark mantenne la prima posizione, mentre Bandini ebbe un incidente subito dopo il via, dovendosi ritirare. Il pilota della Lotus ebbe però dei problemi al motore già nel corso del primo passaggio, venendo superato da Ginther e Surtees. Nel corso del secondo giro, mentre anche Ginther era colpito da problemi tecnici che lo fecero scivolare indietro in classifica, Mairesse ebbe un gravissimo incidente, causando la morte di un soccorritore e subendo gravi ferite alle braccia; una tornata più tardi McLaren si schiantò per la rottura dello sterzo, riportando ferite alle ginocchia.
In testa alla corsa Clark provò a insidiare Surtees, ma il problema al motore della sua Lotus lo costrinse a rinunciare, accontentandosi del secondo posto. Surtees condusse fino alla bandiera a scacchi, conquistando la prima vittoria in carriera in Formula 1 davanti a Clark; alle loro spalle Ginther risalì in terza posizione grazie ai ritiri di McLaren e Hill, mentre Mitter approfittò dei ritiri di Maggs e Siffert per giungere quarto al traguardo alla guida di una vecchia Porsche 718. Chiusero la zona punti Jim Hall e Bonnier.

### Risultati
| Pos | No | Pilota                  | Costruttore      | Giri | Tempo/Ritiro     | Partenza | Punti |
| --- | -- | ----------------------- | ---------------- | ---- | ---------------- | -------- | ----- |
| 1   | 7  | John Surtees            | Ferrari          | 15   | 2h13'06"8        | 2        | 9     |
| 2   | 3  | Jim Clark               | Lotus - Climax   | 15   | +1'17"5          | 1        | 6     |
| 3   | 2  | Richie Ginther          | BRM              | 15   | +2'44"9          | 6        | 4     |
| 4   | 26 | Gerhard Mitter          | Porsche          | 15   | +8'11"5          | 15       | 3     |
| 5   | 20 | Jim Hall                | Lotus - BRM      | 14   | +1 giro          | 16       | 2     |
| 6   | 16 | Jo Bonnier              | Cooper - Climax  | 14   | +1 giro          | 12       | 1     |
| 7   | 9  | Jack Brabham            | Brabham - Climax | 14   | +1 giro          | 8        |       |
| 8   | 4  | Trevor Taylor           | Lotus - Climax   | 14   | +1 giro          | 18       |       |
| 9   | 18 | Jo Siffert              | Lotus - BRM      | 10   | Trasmissione     | 9        |       |
| 10  | 28 | Bernard Collomb         | Lotus - Climax   | 10   | +5 giri          | 21       |       |
| Rit | 17 | Carel Godin de Beaufort | Porsche          | 9    | Ruota persa      | 17       |       |
| Rit | 6  | Tony Maggs              | Cooper - Climax  | 7    | Motore           | 10       |       |
| Rit | 10 | Dan Gurney              | Brabham - Climax | 6    | Cambio           | 13       |       |
| Rit | 22 | Mário de Araújo Cabral  | Cooper - Climax  | 6    | Cambio           | 20       |       |
| Rit | 24 | Ian Burgess             | Scirocco - BRM   | 5    | Sterzo           | 19       |       |
| Rit | 23 | Tony Settember          | Scirocco - BRM   | 5    | Incidente        | 22       |       |
| Rit | 5  | Bruce McLaren           | Cooper - Climax  | 3    | Incidente        | 5        |       |
| Rit | 21 | Chris Amon              | Lola - Climax    | 2    | Sterzo/incidente | 14       |       |
| Rit | 1  | Graham Hill             | BRM              | 2    | Cambio           | 4        |       |
| Rit | 8  | Willy Mairesse          | Ferrari          | 1    | Incidente        | 7        |       |
| Rit | 14 | Innes Ireland           | Lotus - BRM      | 1    | Incidente        | 11       |       |
| Rit | 15 | Lorenzo Bandini         | BRM              | 0    | Incidente        | 3        |       |

## Statistiche

### Piloti
- 1ª vittoria per John Surtees
- 50º Gran Premio per Jo Bonnier
- 1° e unico Gran Premio per Kurt Kuhnke
- Ultimo Gran Premio per Ian Burgess e Tim Parnell

### Costruttori
- 36° vittoria per la Ferrari
- 100º Gran Premio per la Ferrari

### Motori
- 36ª vittoria per il motore Ferrari

### Giri al comando
- Richie Ginther (1)
- John Surtees (2-3, 5-15)
- Jim Clark (4)

## Classifiche

### Piloti
| Pos. | Pilota                  | Punti |
| ---- | ----------------------- | ----- |
| 1    | Jim Clark               | 42    |
| 2    | John Surtees            | 22    |
| 3    | Richie Ginther          | 18    |
| 4    | Graham Hill             | 13    |
| 5    | Dan Gurney              | 12    |
| 6    | Bruce McLaren           | 10    |
| 7    | Tony Maggs              | 8     |
| 8    | Jack Brabham            | 3     |
|      | Jo Bonnier              | 3     |
|      | Innes Ireland           | 3     |
|      | Gerhard Mitter          | 3     |
|      | Jim Hall                | 3     |
| 13   | Lorenzo Bandini         | 2     |
| 14   | Jo Siffert              | 1     |
|      | Carel Godin de Beaufort | 1     |
|      | Trevor Taylor           | 1     |
|      | Ludovico Scarfiotti     | 1     |

### Costruttori
| Pos. | Team             | Punti |
| ---- | ---------------- | ----- |
| 1    | Lotus - Climax   | 43    |
| 2    | BRM              | 22    |
|      | Ferrari          | 22    |
| 4    | Cooper - Climax  | 17    |
| 5    | Brabham - Climax | 13    |
| 6    | Porsche          | 4     |
|      | Lotus - BRM      | 4     |
| 8    | BRP - BRM        | 3     |